# مارغريت من سافوي، كونتيسة سان بول
مارغريت من سافوي (أبريل 1439 - 9 مارس 1483) الأبنة الكبرى لـ لويس، دوق سافوي وآن من قبرص؛ كانت زوجة جيوفاني الرابع دي مونفيراتو؛ ثم بيير الثاني دي لوكسمبورغ، كونت سان بول، شمل أحفاد ماري، ملكة الاسكتلنديين وهنري الرابع ملك فرنسا.